# Helonastes
Helonastes és un gènere d'arnes de la família Crambidae.

## Taxonomia
- Helonastes acentrus Common, 1960
- Helonastes rubelineola (Wang & Sung, 1981)